# Jhelum (stad)
Jhelum är huvudort för ett distrikt med samma namn i den pakistanska provinsen Punjab. Folkmängden uppgick till cirka 190 000 invånare vid folkräkningen 2017.